# تبويب

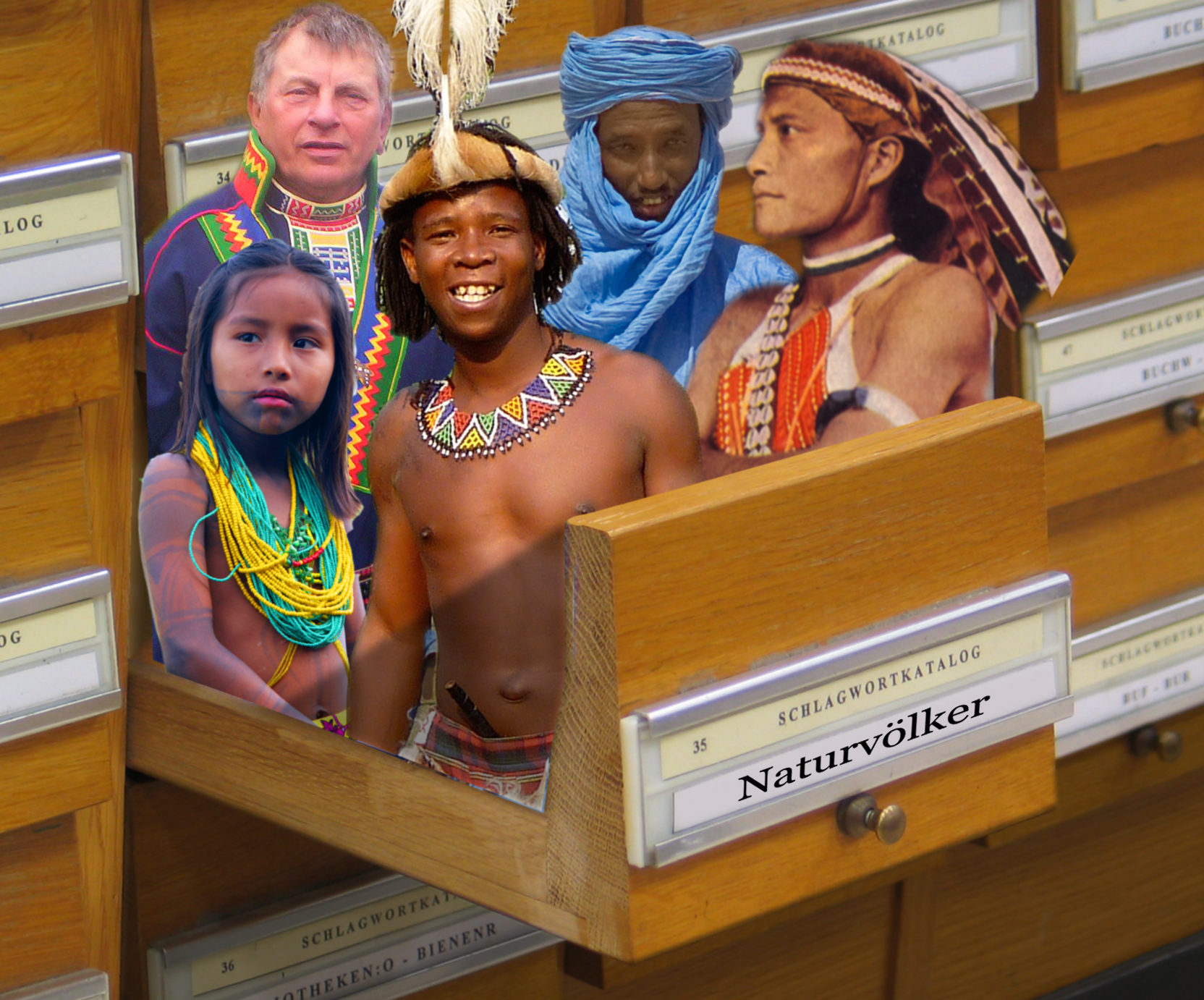

التبويب أو التقسيم الفئوي أو التقسيم التصنيفي Categorization هو عملية تمييز وفهم وتفريق الأفكار أو الأغراض أو البيانات حسب خواصها أو صفاتها. تتضمن عملية التبويب تقسيم الأغراض إلى تصنيفات categories أو تبويبات، لغرض معين ما. عادة ما تبرز التبويب أو التصنيف علاقة بين الفاعل والمفعول به ضمن عملية المعرفة. عملية التبويب التصنيفية أساسية في اللغة، التنبؤ والاستدلال، وحتى صناعة القرار decision making وجميع أنواع لتفاعلات مع البيئة.
هناك العديد من نظريات وتقنيات التبويب. ضمن نظرة تاريخية واسعة، توجد ثلاثة مقاربات عامة لعملية التبويب :
- التبويب الكلاسيكي Classical categorization
- العنقدة الاصطلاحية Conceptual clustering
- نظرية النمط البدئي Prototype theory

## وصلات خارجية
- Cognition is Categorization
- Categories and Induction نسخة محفوظة 29 سبتمبر 2007 على موقع واي باك مشين.